# Bankfoot

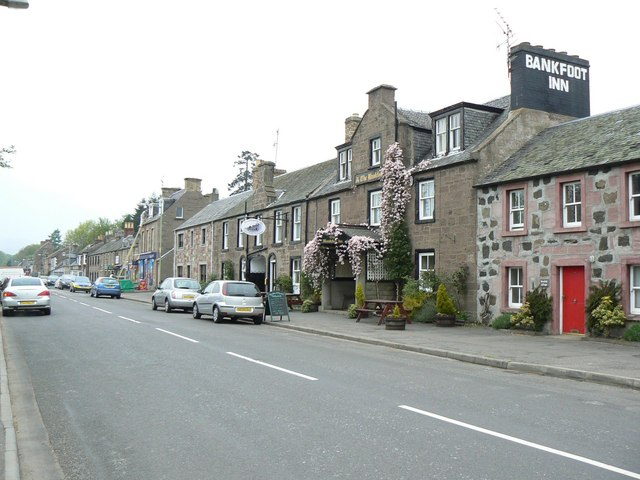
Hauptstraße von Bankfoot

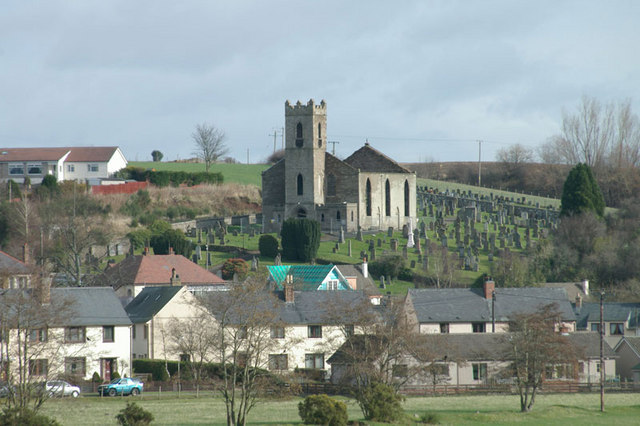
Ruine der Kirche von Bankfoot

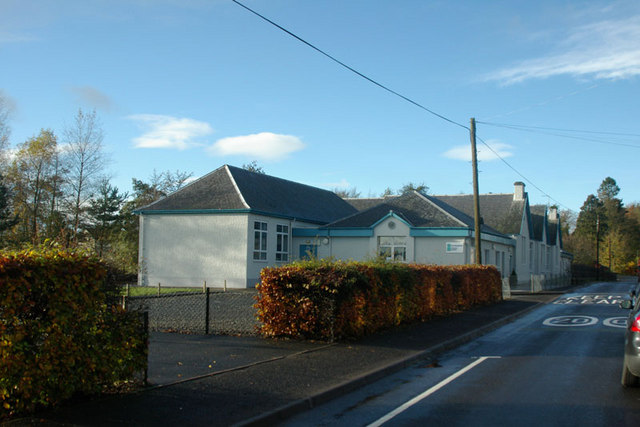
Grundschule von Bankfoot

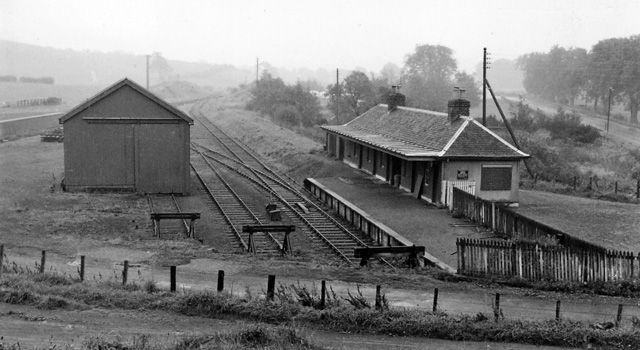
Bahnhof von Bankfoot 1961

Bankfoot ist eine Ortschaft, die im Norden von Schottland nördlich von Perth in der Council Area Perth and Kinross liegt. Im Rahmen der historischen Gliederung Schottlands in Civil Parishes bildet es den Hauptort von Auchtergaven, das zu Perthshire gehörte.

## Geographie
Bankfoot liegt in einer flachwelligen und teilweise bewaldeten Landschaft. Der den Ort durchfließende Bach Garry Burn mündet etwas südlich, bei Luncarty, in den Tay.

## Verkehr
Östlich von Bankfoot verläuft die A9. Hauptstraße des Ortes bildet die B867, die aus nordwestlicher Richtung von Dunkeld über Waterloo verläuft und südlich von Bankfoot eine Zufahrt zur A 9 bildet. In südwestlicher Richtung stellt eine Nebenstraße die Verbindung nach Tullybelton her. Weitere Ortschaften in der Nähe sind Murthly im Nordosten, Airntully im Osten sowie Stanley im Südosten.
Ab 1906 war der Ort Endpunkt einer Kleinbahn, der Bankfoot Light Railway, die in Luncarty am Bahnhof Strathord begann. 1913 wurde sie von der Caledonian Railway übernommen. Im Personenverkehr wurde der Betrieb 1931 eingestellt.

## Historisch Bedeutsames
In Bankfoot stehen in der Dunkeld Road drei Bauwerke, die als Listed Building der Kategorie C ausgewiesen wurden. Es sind das Einzelhaus Kilbayne, die Bayne Villa sowie das Bankfoot Hotel. Einen vergleichbaren Status hatte die Kirche Auchtergaven Parish Church inne. Nachdem sie 2004 durch ein Feuer zerstört und durch einen modernen Neubau ersetzt worden war, wurde er ihr 2022 entzogen.